# Gobernación de Tataouine
La Gobernación de Tataouine (árabe: ولاية تطاوين) es una de las 24 gobernaciones de la República Tunecina, localizada en el extremo sur del país, donde comparte fronteras con Libia y Argelia. Su ciudad más importante y capital es Tataouine.

## Delegaciones con población en abril de 2014
- Bir Lahmar 8,460
- Dehiba 4,295
- Ghomrassen 15,957
- Remada 10,173
- Smâr 14,793
- Tataouine Nord 61,431
- Tataouine Sud 34,344

## Geografía
Es conocida por ser la gobernación tunecina que abarca la mayor extensión de territorio de dicha república. Con 38.889 km², la Gobernación de Tataouine es una de las gobernaciones menos habitadas de Túnez. Las principales ciudades de la gobernación son:
- Bir Lahmar
- Dehiba
- Ghomrassen
- Remada
- Tataouine (capital)

## Población
Tataouine posee (según cifras otorgadas del censo realizado en el año 2014) una población compuesta por unos 149.453 habitantes. La densidad poblacional es de tan solo 3,70 hab/km².

## Cinematografía
La región de Tataouine fue el escenario utilizado para las escenas del planeta Tatooine en la famosa saga de Star Wars, y en honor a la región, este planeta ficticio fue denominado así.